# ФК Олександрия
„Олександри́я“ (на украински: „Олександрія“) е футболен клуб от гр. Александрия, Украйна.
ПФК „Александрия“ е преобразуван като ФК „Олександрия“  през юли 2014 година след неговото обединяване с ПФК „УкрАгроКом“.
Домакинските си срещи играе на стадион КСК „Ника“ с капацитет 7000 зрители. Бронзов медалист от сезон 2018/19.
През сезон 2015/16 участва в Украинската премиер-лига. През настоящия сезон отборът ще участва в Лига Европа от трети квалификационен кръг.

## История
Историята на клуба датира от 1990 година. В завод „Полиграфтехника“ е създаден футболен отбор със същото име. През 1991 г. „Полиграфтехника“ става победител сред аматьорите в Кировоградска област. През същата година отборът печели във финалния турнир бронзовите медали сред физкултурните дружества, който се провежда в град Мариупол.
Цифрата „1948“ на емблемата означава датата на началото на футбола в Александрия. На емблемата на „Полиграфтехника“ и ПФК „Олександрия“ стоят цифрите „1990“ – годината на основаването на клуба.
Първият футболен клуб в Александрия е „Шахтьор“ (1948 г.). По това време той не е просто конкурент на „Полиграфтехника“, а дори не му е позволявал да играе на своя терен (стадион „Шахтьор“). Именно след това е прието решение да се построи спортен комплекс „Олимп“ – един от първите футболни стадиони в Украйна с покрити трибуни. На мястото на стадион „Шахтьор“ е построен КСК „Ника“.
Отборът на ФК УкрАгроКом бива погълнат. Те дори вече не биват и споменавани в историята нищо, че са били основани през 2010 и именно те дават новата история на отбора.

## Предишни имена
| Години      | Име                                         |
| ----------- | ------------------------------------------- |
| 1948 – 1990 | „Шахтьор“                                   |
| 1990 – 2003 | „Полиграфтехника“                           |
| 2003 – 2004 | „Олександрия“                               |
| 2004 – 2014 | „ПФК Олександрия“                           |
| от 2014     | „ФК Олександрия“ обединен с „ФК УкрАгроКом“ |

## Успехи
Украйна
- Украинска Премиер лига:
  -  Бронзов медалист (1): 2018/19
- Купа на Украйна:
  - 1/2 финал (1): 2015/16
- Първа лига:
  -  Победител (2): 2010/11, 2014/15
- Втора лига:
  -  Победител (1): 2005/06

 СССР
- Шампионат по футбол на Кировоградска област:
  -  Победител (1): 1990

## Известни треньори
- Леонид Буряк (Януари 2012 – април 2012)

## Български футболисти
- Виктор Генев: 2012 - (9 мача - 2 гола)
- Димитър Макриев: 2012 - (7 мача - 0 гола)